# Suszky (obwód chmielnicki)
Suszky (ukr. Сушки) – wieś na Ukrainie, w obwodzie chmielnickim, w rejonie krasiłowskim. W 2001 roku liczyła 93 mieszkańców.